# Gahvāreh
Gahvāreh (persiska: گهواره) är en ort i Iran.   Den ligger i provinsen Kermanshah, i den västra delen av landet, 500 km väster om huvudstaden Teheran. Gahvāreh ligger 1 470 meter över havet och antalet invånare är 4 708.
Terrängen runt Gahvāreh är huvudsakligen kuperad, men norrut är den platt. Gahvāreh ligger nere i en dal.Runt Gahvāreh är det ganska tätbefolkat, med 60 invånare per kvadratkilometer. Gahvāreh är det största samhället i trakten. Omgivningarna runt Gahvāreh är i huvudsak ett öppet busklandskap.